# Barbara Inkpen
Barbara Inkpen (Farnham, 28 de octubre de 1949 - Carshalton, 3 de septiembre de 2021) fue una atleta británica especializada en la prueba de salto de altura, en la que consiguió ser medallista de bronce europea en 1971.

## Carrera deportiva
En el Campeonato Europeo de Atletismo de 1971 ganó la medalla de bronce en el salto de altura, con un salto por encima de 1.85 metros, siendo superada por la austriaca Ilona Gusenbauer que con 1.87 metros batió el récord de los campeonatos, y la rumana Cornelia Popescu (plata también con 1.85 m pero en menos intentos).